# Siebkens Resort
Le Siebkens Resort est un hôtel américain situé à Elkhart Lake, dans le comté de Sheboygan, au Wisconsin. Établi en 1916, il est inscrit au Registre national des lieux historiques depuis le 17 décembre 2020.